# مینورو ایواتا (بازیکن والیبال)
مینورو ایواتا (انگلیسی: Minoru Iwata؛ زادهٔ ۱۳ سپتامبر ۱۹۵۷) بازیکن والیبال اهل ژاپن بود.